# ثوران جبل تامبورا سنة 1815

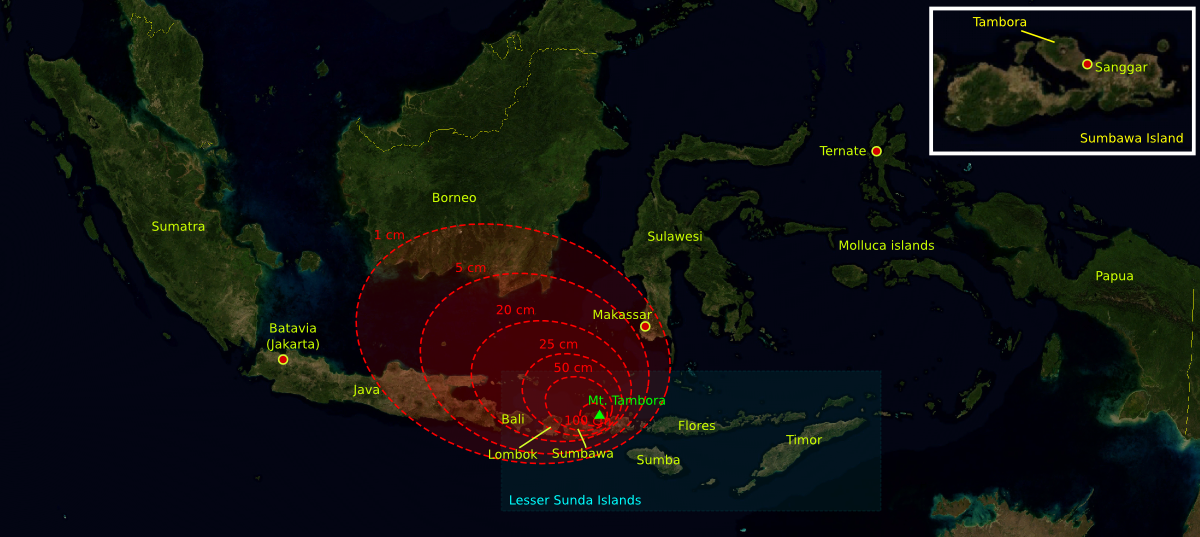
مناطق سقوط الرماد البركاني حسب سُمكه.

ثوران بركان تامبورا 1815 على جزيرة سومباوا في إندونيسيا كان واحدًا من أقوى الثورات في التاريخ المسجل، الثوران تسبب خلال فترة وجيزة في تغيير كبير في المناخ العالمي الذي أدى بشكل مستمر إلى حالات مختلفة من الطقس المتطرف، العديد من التأثيرات المناخية تزامنت وتفاعلت في سلوك منظم لم يكن قد لوحظ بعد، وعلى الرغم من الانفجارات الكبيرة الأخرى التي وقعت منذ وقت مبكر من القرن العشرين، ورغم أن الارتباط بين التغييرات المناخية اللاحقة للثوران وحدث تامبورا قد تم التأكد منها من قبل مختلف العلماء، إلا أن العمليات لا تزال غير مفهومة بشكل كامل.
بلغ الثوران ذروته في 10 أبريل 1815 ، وتلاه ما بين ستة أشهر وثلاثة سنوات من زيادة التبخير تخللتها ثورات تدفقية صغيرة، وعمود الثوران خفض درجات حرارة العالم، ويعتقد بعض الخبراء أن هذا أدى إلى تبريد عالمي وفشل الحصاد على مستوى العالم، والذي يُعرف أحيانًا بالسنة بدون صيف.